# Абінгдон (Меріленд)
Абінгдон (англ. Abingdon) — населений пункт в США в окрузі Гарфорд штату Меріленд, за 34 км на північний схід від міста Балтимор, на річці Буш.
Поселення засноване в 1779 році Вільямом Пака. В 1785 — 95 тут розташовувався перший методистський коледж в Західній півкулі — Коуксбері.
Виробництво одягу. У передмісті — Абердинський випробувальний полігон та Хімічний центр Сухопутних сил.
На честь міста був названий інший населений пункт — Абінгдон, штат Іллінойс.